# 1 (OneUno)
1 (OneUno) è l'album d'esordio di Lubjan, pubblicato nel 2005. Il cd vanta la collaborazione di Cristina Donà, che duetta con la giovane cantautrice nel brano Eve of War.

## Tracce
1. Sara's Song – 3:07
2. What Is Past Can Hurt No More – 3:26
3. I Lose My Way – 4:02
4. Hesitation – 3:48
5. Eve of War (con Cristina Donà) – 4:00
6. Just an Illusion – 4:36
7. Instability – 4:11
8. I Am Nowhere – 3:22
9. There's No Rain – 3:47
10. September 94 – 3:35